# Вякшлап
Вякшла́п (рос. Вякшлап, марій. Вакшлап) — присілок у складі Гірськомарійського району Марій Ел, Росія. Входить до складу Кузнецовського сільського поселення.

## Населення
Населення — 9 осіб (2010; 12 у 2002).
Національний склад (станом на 2002 рік):
- гірські марійці — 67 %